# Olga Peredery
Olga Peredery (født 12. April 1994 i Zaporizhia, Ukraine) er en ukrainsk håndboldspiller, der spiller for RK Krim og Ukraines håndboldlandshold.
Hun deltog ved EM i håndbold 2014 i Ungarn og Kroatien.